# Onthophagus euryceros
Onthophagus euryceros là một loài bọ cánh cứng trong họ Bọ hung (Scarabaeidae).